# Julian Treumann

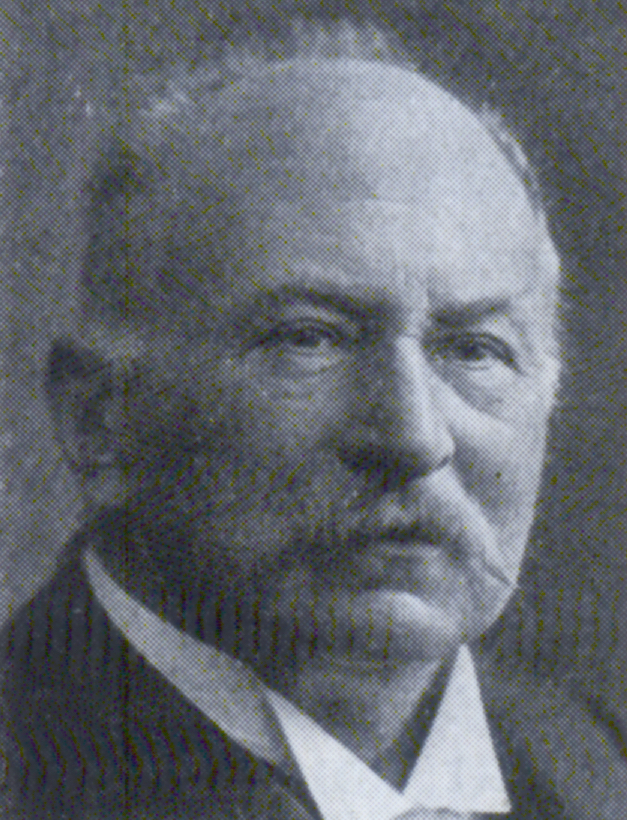
Julian Treumann

Julian Treumann (* 24. Dezember 1841 in Ratibor, Oberschlesien; † 17. August 1910 in Hannover, Niedersachsen) war ein deutscher Chemiker. 

## Leben
Julian Treumann war der Sohn des Moritz Treumann und der Amalie Bruck. Er wurde 1864 in Breslau (Niederschlesien) zum Dr. phil. promoviert. Seine Dissertation hatte das Thema „De alkalinarum terrarum quibusdam salium decompositionibus adumbratis Bergmani et Bertholleti de affinitate doctrinis“ (Breslau 1864).
Im Jahr 1870 eröffnete er sein eigenes chemisch-technisches Labor in Hannover. In den Jahren 1877 bis 1880 war er dort als Privatdozent an der Polytechnischen Schule Hannover tätig.
Später gründete er eine chemische Versuchsanstalt und lehrte ab 1883/1884 chemische Technologie an der Städtischen Handelsschule Hannover.